# Potok (żupania bielowarsko-bilogorska)
Potok – wieś w Chorwacji, w żupanii bielowarsko-bilogorskiej, w gminie Berek. W 2011 roku liczyła 64 mieszkańców.